# Aschtischat
Aschtischat (armenisch Աշտիշատ), auch Aštišat, Ashtishat, war in der Antike ein Kultort mit Heiligtümern für drei mit dem Zoroastrismus verbundene Götter und in frühchristlicher Zeit das erste religiöse Zentrum der christlichen Armenier im armenischen Kanton Taron, dessen Lage etwa der heutigen Provinz Muş im Osten der Türkei entspricht. Der Legende nach soll Gregor der Erleuchter Anfang des 4. Jahrhunderts die heidnischen Tempel zerstört und an ihrer Stelle das erste armenische Kirchengebäude gegründet haben.
Taron war in den folgenden beiden Jahrhunderten mehr mit der syrisch-christlichen Tradition verbunden, während sich in Wagharschapat das religiöse Zentrum der Armenier mit hellenistischer Prägung und byzantinischer Glaubensrichtung befand. 484 wurde der Sitz des Kirchenoberhauptes (Katholikos) von Aschtischat im Byzantinischen Reich nach Dvin in den persischen Osten Großarmeniens verlagert. Dies war ein wesentlicher Schritt hin zu der wenig später vollzogenen Trennung der Armenisch-Apostolischen Kirche von der chalkedonischen Kirche der Byzantiner.
Vom alten Aschtischat blieben keine Reste erhalten. Das an seiner Stelle gegründete Täuferkloster (Surb Karapet)  bewahrte als Pilgerziel bis ins 19. Jahrhundert die Bedeutung des heiligen Ortes. Um 1915 wurde das Kloster völlig zerstört. An die christliche Geschichte erinnert noch der Name des heutigen kurdischen Dorfes Çengili („Platz der Glocken“).

## Lage
Koordinaten: 38° 57′ 40″ N, 41° 11′ 30″ O
Der ehemalige Kanton Taron gehörte zur Provinz Turuberan und bildete das südwestliche Kernland des historischen großarmenischen Siedlungsgebietes im armenischen Hochland, neben dem östlichen Teil am Mittellauf des Araxes (historische Provinz Airarat, größer als die heutige Provinz Ararat im Zentrum der Republik Armenien). Die Taronebene wird vom Murat entwässert, der in westlicher Richtung dem Euphrat zufließt. Die zahlreichen Nebenflüsse des Murat und die fruchtbaren vulkanischen Böden des Beckens haben seit jeher für günstige Siedlungsmöglichkeiten gesorgt, was die vielen in der Gegend überlieferten Kultorte erklärt. Eingegrenzt durch schwer passierbare Bergregionen stellte das Murat-Tal eine alte Handelsroute in einer Gegend dar, die seit dem 6. Jahrtausend v. Chr. bis heute kontinuierlich besiedelt ist.
Über Aschtischat berichtet vor allem die älteste armenische Geschichtsquelle Buzandaran Patmut’iwnk’ („Epische Geschichte“), die einem Autor namens Faustus von Byzanz zugeordnet wird und vermutlich um 470 ihre bekannte Fassung erhielt, sowie eher beiläufig ein unter dem pseudonymen griechischen Autorennamen Agathangelos („Träger guter Neuigkeiten“) im 6. Jahrhundert überliefertes Werk. Laut dem Agathangelos lag Aschtischat auf dem Gipfel des Berges Karke oberhalb des Euphrat (gemeint ist dessen Zufluss Murat, auch „Östlicher Euphrat“, armenisch Aratsani) gegenüber dem Taurusgebirge. Den Angaben des Faustus zufolge, der möglicherweise in Taron geboren wurde, mündeten unterhalb von Aschtischat zwei Flüsse zusammen. In der Nähe soll sich die Stadt Mtsurk (auch Mtsuin, Mtsbin) befunden haben, in welcher der arsakidische König Sanatruk, der Ende des 1. Jahrhunderts n. Chr. regierte, einen Palast erbaut hatte. Über den Palast berichtet ein als Pseudo-Sebeos bezeichneter mittelalterlicher anonymer Autor. Der Mechitarist L. Injijean aus Venedig bringt in seiner Geographie der 4 Erdteile (armenisch, erster Teil: Venedig 1806) Aschtischat mit dem Dorf Surb Sahak am Fuß eines Berges, sechs Stunden östlich des ebenfalls an einem Bergfuß gelegenen Dorfes Surb Karapet in Verbindung. Die Kirche des Klosters von Surb Sahak ließ demnach Timur abtragen, um mit den Steinen eine zwei Stunden entfernte, zerstörte Brücke über den Euphrat wiederaufbauen zu lassen. Nach diesen Angaben verortete Vital Cuinet in seinem geographisch-statistischen Werk (La Turquie d’Asie – Géographie Administrative, Paris 1896) Aschtischat in einem gewissen Dérig, wo eine Euphratbrücke sei.
Andere Fachleute um die Wende zum 20. Jahrhundert verlegten Aschtischat an den Ort des Klosters Surb Karapet, was seither allgemein akzeptiert wird. Im 12. Jahrhundert beschrieb Aristakes Lastivertatzi die armenische Geschichte zwischen 981 und 1071, besonders den Zusammenbruch des Bagratidenreiches von Ani. In einem Zusatz zu diesem Werk aus dem 13. Jahrhundert heißt es:
„In diesem Jahre (1158/9) steckten die Seldschuken auch das schöne Haus (Palast) des hl. Vorläufers in Brand, das Hrahat, einer von den Prokuratoren des großen Gregor (Magistros), Sohn des Wassak, mit großer Mühe gebaut hatte, als sie (die Pahlawunier) noch Herren des Landes waren; auch die Vorhalle (Zamatun), welche vor dem hl. Vorläufer liegt, die er mit schönpassender (wohlüberlegter) Vorbereitung zu Ehre und Ruhm des großen Zeugen und Vorläufers Christi aufrichtete; noch andere Bauten und die aus Holz gebaute Kirche, die man hl. Gregor nennt (steckten sie in Brand). Es war das Jahr 507 unserer Ära (= 1058 n. Chr.), als dies geschah.“
Diese Schilderung bezieht sich wahrscheinlich auf das Kloster Surb Karapet und seinen, durch den heiligen Gregor legendär errichteten Vorläuferbau.
Surb Karapet lag etwa 35 Kilometer nordwestlich der Provinzhauptstadt Muş, die zur damaligen Zeit Taron hieß, in einem Hügelgebiet auf der rechten (nördlichen) Seite des Murat. Weitere Klöster im Umkreis von Taron waren Yeghrduti Vank, ein nachrangiges mittelalterliches Pilgerziel, das sich etwa 20 Kilometer westlich von Taron befand, und das Apostelkloster (Surb Arakelots), vier Kilometer südlich der Stadt. Karl Heinrich Koch sah im Oktober 1843 auf seiner Orientreise auch das Dorf Hatsekats (Hac’ekac’, Hatsik), Geburtsort von Mesrop Maschtoz (um 360 – 440), dem Erfinders der armenischen Schrift. Koch berichtet: „Unter ihnen zeigte uns der armenische Führer auch Chatzig, ein Dorf in nördlicher Richtung und vier Stunden von Musch entfernt, in dem der Erfinder des armenischen und grußischen Alphabets, von denen er das erstere im Jahre 406 n. Chr. G. gegeben haben soll, geboren wurde.“.

## Antiker Kultort

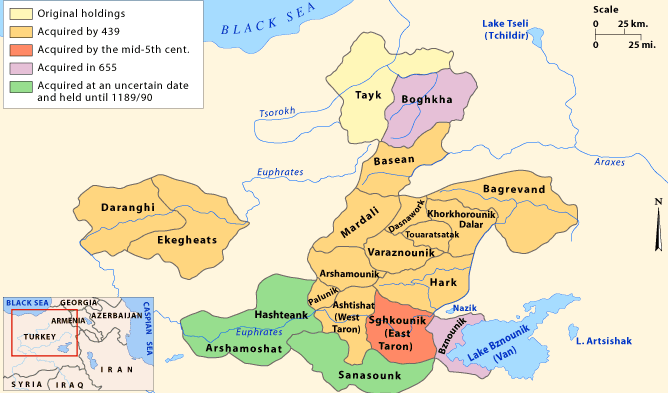
Aschtischat im historischen Kanton Taron westlich des Vansees.

Heinrich Hübschmann leitet Aschtischat (Aštišat) von Ašti, einem verkürzten persischen Namen und šat, „Freude“, her. Die alte Deutung von yašt, mittelpersisch „Opfer“, über Yaštišat in der Bedeutung „Opferstätte“ lehnt er als volksetymologisch ab, weil er Aštišat für das ältere Wort hält.
189 v. Chr. gründete Artasches I. (reg. 189–160 v. Chr.) das Reich der Artaxiden und nahm den Seleukiden die Provinz Taron ab. Die erste Hauptstadt dieses armenischen Königreichs, das in Großarmenien bis zur Machtübernahme durch die Römer herrschte, war Artaxata nahe der heutigen Stadt Artaschat, gefolgt von Dvin und Wagharschapat, die alle in der alten Provinz Airarat lagen, sowie im Süden Großarmeniens Tigranokerta. Neben diesen politischen Hauptstädten war Aschtischat das religiöse Zentrum der Armenier. Taron und andere Satrapien im Süden besaßen gegenüber dem armenischen Machtzentrum eine gewisse Autonomie, wobei über die genauen politischen Beziehungen nichts bekannt ist. Mit der Aufteilung des Reiches mit dem Vertrag von Nisibis 299 kamen die südlichen Gebiete unter römischen Einfluss.
Die altarmenische Religion nahm die Kulte und Mythen der Urartäer auf. Ab der Herrschaft der Achämeniden vom 6. bis zum 4. Jahrhundert v. Chr. und später unter den Arsakiden dominierte der Kultureinfluss aus dem Iranischen Hochland. Es entstand eine  synkretistische Religion, die Götter aus dem Zoroastrismus in den lokalen altarmenischen Pantheon integrierte. Die Armenier identifizierten sich allgemein mit der urartäischen Kultur, von der sie den Weinbau übernahmen, und in gleicher Weise etwa durch die Übernahme der Jagd als Statussymbol der Könige mit ihren iranischen Vorbildern. Zu dieser orientalischen Kultur kamen nach dem Eroberungszug Alexanders des Großen gegen die Perser um 330 v. Chr. hellenistische Einflüsse aus dem Westen.
Eine der am meisten verehrten altarmenischen Gottheiten war Anahit, die zusammen mit Aramazd und Vahagn eine Göttertrias bildete und die in Aschtischat in drei Heiligtümern (armenisch bagin) verehrt wurde. Hervorgegangen aus der iranischen Wasser- und Fruchtbarkeitsgöttin Anahita und mit Parallelen zur griechischen Artemis, entwickelte sie sich in Armenien zu einer machtvollen Schutzgöttin, deren Ansehen in ihrem Namen zum Ausdruck kommt. Er bedeutet „unbefleckt“, „makellos“ (Verneinungs-Vorsilbe an- steht vor ahita, „befleckt“, „schmutzig“). Die im Volk beliebte Göttin trug den Beinamen „Goldmutter“, wie es im Agathangelos im Bericht über ihren Tempel in Aschtischat geschrieben steht. Demnach war zu der Zeit, als der heilige Gregor in der Stadt ankam, der Tempel (mehean) mit Gold- und Silberschätzen, die große Könige dargebracht hatten, reich gefüllt. Das erste Heiligtum war dem Feuer- und Kriegsgott Vahagn, vergleichbar dem griechischen Herakles, und das zweite Anahit gewidmet. Der dritte Tempel wurde das Zimmer des Vahagn genannt und war seiner Gefährtin Astghik (armenisch „Sternchen“) gewidmet. Im Agathangelos wird Astghik mit der griechischen Göttin Aphrodite gleichgesetzt. Moses von Choren berichtet, dass der bedeutendste Artaxidenkönig Tigranes II. (reg. um 95–55 v. Chr.) den von den Griechen importierten Astghik-Kult einführte. Der Liebreiz der Astghik, die junge Männer zu verführen sucht, lebt noch im armenischen Volksglauben fort.
Der Haupttempel von Anahit stand in Eriza nahe der modernen Stadt Erzincan, wo dem Agathangelos zufolge der armenische König Trdat III. (reg. um 298 – um 330) in seinem ersten Regierungsjahr Opfer darbrachte und darüber mit dem heiligen Gregor in Streit geriet. Neben Aschtischat befand sich ein weiterer Anahit-Tempel in Artaxata, außerdem gab es Verehrungsplätze im Gebiet Vaspurakan. In Bagaran (“Götterort”) an der heutigen türkisch-armenischen Grenze wurde Anahit zusammen mit Tir, dem Apollon entsprechenden Gott der Weisheit und Schrift, in einem Orakelkult verehrt.

## Frühchristliche Geschichte und Legenden

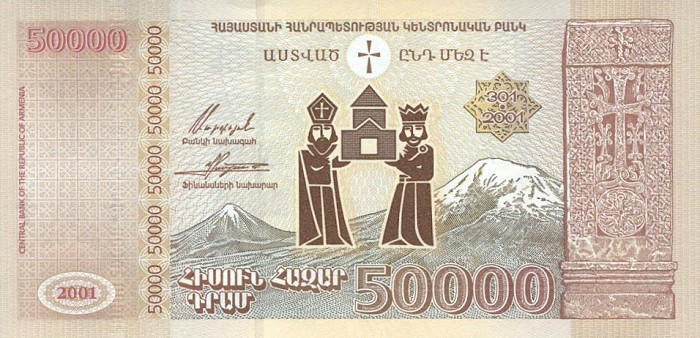
50.000-Dram-Schein, 2001 eingeführt anlässlich der 1700-Jahr-Feier der Bekehrung Trdats durch Gregor.

Die Christianisierung Armeniens begann der Legende nach mit den Aposteln Thaddäus (syrisch Addai) und Bartholomäus im 1. Jahrhundert. In der Burg von Anggh in der südarmenischen Provinz Sophene wurde der kirchlichen Überlieferung zufolge Thaddäus zum Märtyrer. Die Rückbesinnung auf die ersten Kirchenjünger erfolgte, um die armenische Kirche von der byzantinischen abzugrenzen und ihr eine unabhängige, „apostolische“  Entstehung zu attestieren, die jedoch von den Byzantinern angezweifelt wird. Die Orthodoxen Kirchen in der byzantinischen Tradition lassen die Armenische Kirche erst mit Gregor beginnen, der vom byzantinischen Kirchenoberhaupt in Caesarea (heute Kayseri) mit einem Missionsauftrag nach Osten gesandt wurde. Für den autokephalen Charakter muss jedoch die Vermittlung der byzantinischen Kirche ausgeschlossen werden. Im  2. Jahrhundert gab es möglicherweise, im 3. Jahrhundert in größerer Zahl armenische Christen. Die Kirchengeschichte des Eusebios erwähnt armenische Märtyrer und Bischöfe in diesen beiden Jahrhunderten. In einem Brief an einen gewissen Meruzanes (griechisch; armenisch: Meruzhan) schreibt Bischof Dionysios von Alexandria (amtierte 248–265) von den „Brüdern in Armenien“. Meruzanes war offensichtlich Bischof von Sophene. Der Brief ist nicht erhalten und außer seinem armenischen Namen ist über den Bischof nichts bekannt. Für das Jahr 230 und erneut für die Zeit von 287 bis 301 wird über die Verfolgung armenischer Christen berichtet.
Die Christianisierung aus dem syrischen Raum (von Antiochia ausgehend) des südlichen Großarmenien in den ersten Jahrhunderten gilt jedoch nur als vorläufig; der eigentliche Übergang Großarmeniens zum Christentum wird mit Bezug auf die Darstellung des Agathangelos allein in der Bekehrung König Trdats IV. am Anfang des 4. Jahrhunderts durch Gregor den Erleuchter gesehen, der aus dem hellenistischen Kappadokien stammte. Die Erzählungen von Gregor und Trdat tragen mythische Züge. Erst handelte König Trdat als böser Christenverfolger und sperrte Gregor 13 (15) Jahre in einer Höhle (beim Kloster Khor Virap) ein. Zur Strafe wurde er in einer Legende, die alttestamentliche Parallelen aufweist, in einen Eber verwandelt und erhielt erst durch ein Wunder Gregors wieder menschliche Gestalt. Diese Legende sowie das Martyrium der Jungfrauen Hripsime und Gayane samt ihrer Gefährtinnen gehören zum Kern der armenischen Hagiographie.
Das offizielle Jahr der Bekehrung Trdats ist 301. Mit diesem Datum feierte Armenien 1700 Jahre Christentum. Nach Einschätzung von Historikern kommt für dieses Ereignis, mit dem das Christentum in Armenien zur Staatsreligion wurde, sehr wahrscheinlich das Jahr 314 in Frage. In diesem Jahr kehrte Gregor aus Kappadokien, wo er von Kirchenführer Leontius auf einer Synode in Caesarea zum Bischof geweiht worden war, nach Airarat in den Osten zurück. Auf dem Weg zerstörte er die Tempel von Aschtischat und Bagaran. König Trdat erwartete Gregor bei seiner Rückkehr an einem Ort in der Nähe von Wagharschapat (Etschmiadsin), an dem später die Kathedrale von Swartnoz errichtet wurde. Dass im Zusammenwirken von Gregor und Trdat Großarmenien insgesamt bekehrt und das erste religiöse Zentrum in Wagharschapat gegründet worden sei, wie im Agathangelos angegeben, begründete eine Überlieferung, die sich tatsächlich nur auf den Norden des arsakidischen Reiches bezieht. Dies ergibt die geographische Zuordnung der vorkommenden Ortsnamen. Die älteste von mehreren, unter dem Namen Agathangelos überlieferten Textvarianten stammt aus den 560er Jahren und wurde auf Armenisch verfasst. Der Autor bezeichnet sich darin als Augenzeugen der Mission Gregors, was nicht zutreffen kann, weil die armenische Schrift erst Anfang des 5. Jahrhunderts eingeführt wurde.
Die älteste armenische Quelle, die „Epische Geschichte“ (Buzandaran) des Faustus von Byzanz aus der zweiten Hälfte des 5. Jahrhunderts, sieht die Missionierung des heiligen Gregor verbunden mit der syrischen Tradition des Apostels Thaddäus. Demnach stand in Aschtischat im südlichen Taron die Mutterkirche der armenischen Christen. Hier wurde der erste Altar im Namen des Herrn aufgestellt. Das im Buzandaran mehrfach verwendete Wort „Mutterkirche Armeniens“ sollte vermutlich an die ebenso bezeichnete älteste Kirche der syrischen Christen in Antiochia erinnern. Während im Buzandaran auf die besondere Bedeutung der Kirche in Aschtischat hingewiesen wird, kommt Aschtischat im späteren Agathangelos nur am Rande vor. Dort wird stattdessen von Wagharschapat als dem führenden religiösen Zentrum berichtet.
Gegen die behauptete Einheit der frühen armenischen Kirche und für ihre geographische Gliederung in ein südliches, der syrischen Tradition verhaftetes Gebiet mit dem Zentrum Aschtischat und ein nördliches Gebiet um Wagharschapat mit einer hellenistisch-byzantinischen Kultur spricht die gleichzeitige Verwendung von Griechisch und Syrisch als Liturgiesprachen, die vor der offiziellen Übernahme des Armenischen Anfang des 5. Jahrhunderts verwendet wurden. Gegen die einseitig aus dem hellenistischen Kappadokien erfolgte Christianisierung sprechen auch die intensiven Kontakte, die es spätestens seit dem 4. Jahrhundert mit dem Distrikt Susiana (in Chusistan) am Persischen Golf gab, wie beginnend mit dem Buzandaran bis ins 10. Jahrhundert mehrere armenische Quellen berichten. Von dort kamen persische Händler und Missionare mit häretischen Lehren nach Armenien. Nina Garsoïan stellt, anders als es die armenische Überlieferung will, eine Dominanz der syrischen Tradition in der frühen armenischen Kirche fest, die noch im 5. Jahrhundert fortbestand.
Für diese syrische Tradition steht auch Mesrop Maschtoz, der als Erfinder des armenischen (und georgischen) Alphabets gilt und im Dorf Hatsekats in Taron geboren wurde, wie sein Biograph Koriun (Werk 440er Jahre) angibt. Dies würde bedeuten, dass Mesrop Maschtoz Anhänger einer Glaubensrichtung war, die von den Armeniern in mehreren Konzilen des 5. und 6. Jahrhunderts als „Nestorianer“ verdammt wurde. Maschtoz sprach neben Armenisch als zweite Sprache Syrisch und etwas Griechisch. Nach einer Bemerkung des Geschichtsschreibers Ghazar Parpetsi (um 442 – Anfang 6. Jahrhundert) konnten jedoch weder er noch die ihn umgebenden Glaubensbrüder ausreichend Griechisch, um die Bibel aus dem Griechischen ins Armenische zu übertragen. Maschtoz Schüler, die er nach Edessa sandte, um die Schriften der Syrischen Väter zu übersetzen, vermochten dies auf Anhieb, hatten jedoch ebenfalls Mühe bei den griechischen Texten, die sie später in Konstantinopel übersetzen sollten.
Gregors Sohn und Nachfolger im Amt des Katholikos, Aristakes, wurde – wie auch weitere Nachfolger bis ins 5. Jahrhundert – in Caesarea ordiniert. Aristakes nahm 325 am Konzil von Nikaia teil und amtierte bis 333. Ihm folgte Vrtanes (333–341), ein weiterer Sohn Grigors. Die byzantinische Kirche und die Katholikoi und Bischöfe der Gregoriden (Nachkommen Gregors) bildeten auch noch Ende des 4. Jahrhunderts eine Einheit, daneben gab es die Bischöfe der Aghbianiden in Südarmenien, die eher dem syrischen Christentum zugeneigt waren. Hinzu kam die Teilung Großarmeniens 387 zwischen dem Römischen Reich und den Sassaniden, welche die politische Trennung zwischen den Zentren Aschtischat und Wagharschapat bedeutete. Die Einführung des armenischen Alphabets durch Mesrop Maschtoz wird als Versuch gesehen, die Armenier in einer Zeit der religiösen und politischen Zerrissenheit kulturell wieder zu einen.

## Tradition des heiligen Ortes
Den historischen Quellen ist keine Beschreibung der ersten christlichen Gebäude zu entnehmen; archäologische Funde fehlen ebenfalls. In der gesamten Antike gab es eine Tradition heiliger Kultorte, die von verschiedenen Religionen nacheinander aufrechterhalten wurde. So fanden etwa Archäologen unter der Kathedrale von Swartnoz einen zoroastrischen Feueraltar. Die Bedeutung der heidnischen Tempel von Aschtischat ging der Überlieferung nach auf das erste Kirchengebäude der armenischen Geschichte und weitere christliche Kultbauten über, die unter dem heiligen Gregor und später errichtet wurden. Der armenische Kunsthistoriker Toros Toramanian (1864–1934) entwarf eine Evolutionstheorie, wonach die ältesten armenischen Basiliken aus langrechteckigen urartäischen Tempeln entstanden seien, denen man an der Ostwand eine Apsis und Nebenräume angebaut habe. Bauuntersuchungen der von ihm angeführten Beispiele konnten seine Hypothese nicht bestätigen. Sie basiert im Fall von Aschtischat aus den unzuverlässigen Angaben des Zenob von Glag (9./10. Jahrhundert), der behauptet, Gregor habe über dem Ort des zerstörten Tempels eine gleich große Kirche errichten lassen. Tatsächlich gibt es für eine partielle Übernahme älterer Strukturen in Aschtischat keine stichhaltigen Angaben. Weder im Buzandaran noch im Agathangelos wird von Aschtischat oder anderen Orten, an denen Gregor Tempel zerstört hatte, erwähnt, dass sie auf alten Fundamenten errichtet worden seien. Die Tempel seien stets „bis auf den Erdboden“ zerstört, das Tempelland an die Kirche übergeben und die Tempelschätze an die Armen verteilt worden.
Im Buzandaran wird Aschtischat abwechselnd als awan, „Stadt“ und als gewgh, „Dorf“ bezeichnet. Die Kirche war mit einer Umfassungsmauer befestigt und es gab eine Residenz des Kirchenoberhaupts. Trotz dieser mageren Beschreibung scheint Aschtischat das ursprüngliche religiöse Zentrum der armenischen Christen und Taron eine kulturell bedeutende Region gewesen zu sein. Dies war zumindest bis zur Mitte des 5. Jahrhunderts der Fall. 440/441 wurde in Aschtischat der in Plour im Kanton Bagrewand (Provinz Airarat) verstorbene Katholikos Sahak I. beerdigt. Wo genau er beigesetzt wurde, ist nicht ganz klar; entweder, wie der Geschichtsschreiber Koriun vermerkt, in einer bereits existierenden Grabkapelle oder in einem eigens für Sahak errichteten Gebäude. Möglicherweise gehörte dieses zum Typus der Doppelkapelle, bei der sich wie beim ersten Memorialbau für Mesrop Maschtoz in Oschakan über der Grabgruft im Obergeschoss eine Andachtskapelle befindet. Aschtischat und Wagharschapat konkurrierten bis 484 als religiöse Zentren miteinander. In diesem Jahr wurde der Sitz des Katholikos in die Hauptstadt Dvin verlegt.
Zahlreiche armenische Klostergründungen werden legendär den Aposteln Thaddäus und Bartholomäus, dem heiligen Gregor oder seinem Enkel und späteren Nachfolger im Amt des Katholikos, Grigoris, sowie der jungfräulichen Märtyrerin Hripsime oder dem heiligen Jakob von Nisibis zugeschrieben. Die historischen Quellen geben demgegenüber keine Hinweise auf Klostergründungen vor dem 7. Jahrhundert, ebenso wenig ist bislang archäologisches Material aufgetaucht, mit dem sich die Existenz vorislamischer armenischer Klöster belegen ließe. Vom heiligen Gregor wird berichtet, dass er sich an seinem Lebensende in einer Höhle am Berg Sepuh (Köhnem Dağı bei Erzincan) niedergelassen habe. Eine Mönchsgemeinschaft in der Nachbarschaft von Gregors Rückzugsort wird erstmals 921 historisch greifbar. Die Gründung des Klosters Surb Karapet soll auf Gregor selbst zurückgehen. So heißt es zumindest in einem aus zwei Teilen bestehenden, mit „Geschichte von Taro“ betitelten Text, dessen erster Teil von einem Syrer namens Zenob Glag (Zenobius Glak) im 4. Jahrhundert zunächst in syrischer Sprache verfasst und später ins Armenische übersetzt worden sein soll. Den zweiten Teil soll im 7. Jahrhundert Yovhannes Mamikonean hinzugefügt haben. Zenob behauptet, ein Gefährte Gregors zu sein und mit ihm um 304 zahlreiche heidnische Tempel in ganz Armenien zerstört zu haben. Das zuvor als besonders authentische Geschichtsquelle eingeschätzte Werk entpuppte sich nach neueren Untersuchungen als Fälschung, die insgesamt in das 9. oder 10. Jahrhundert datiert werden kann. Es fehlen also auch zur Gründung des bedeutenden Pilgerzentrums Surb Karapet bei Aschtischat verlässliche Angaben.
Für die Gläubigen hielt sich bis ins 19. Jahrhundert die Legende, dass im Kloster Surb Karapet Gebeine Johannes des Täufers aufbewahrt werden. Sie seien im 1. Jahrhundert zunächst nach Ephesos und später nach Caesarea gebracht worden. Von dort habe sie der heilige Gregor empfangen und im Gebiet seiner ersten Mission verteilt. Neben Surb Karapet sei Yeghrduti Vank in den Besitz eines kleineren Teils der Gebeine gelangt. In der Nähe von Aschtischat hätten laut Agathangelos die aus Caesarea kommenden und mit den Reliquien beladenen Maultiere in einem Seitental des Euphrat gescheut, also habe man auch dort ein Mausoleum für Johannes Prodromos (griechisch „Johannes der Vorläufer“) errichtet. Historisch belegt ist die erste Reliquienübertragung erst für das Jahr 356, als Apostelreliquien in die Apostelkirche nach Konstantinopel gebracht wurden. Um diese Zeit begann der Reliquienkult allgemein zu gedeihen.
Den heiligen Orten der Armenier, an denen Reliquien aufbewahrt wurden, haben auch ihre muslimischen Nachbarn, die in der Region Muş und um den Vansee überwiegend Kurden sind, eine magische Bedeutung beigemessen. Der polnische Reisende Simeon Lehaci (1584–1639) schrieb zu Beginn des 17. Jahrhunderts, die Muslime schworen auf Muratatur („wunscherfüllend“) Mšoy Sult’an Surb Karapet. Der „Sultan von Musch“ (alias Johannes der Täufer, Surb Karapet) genoss große Verehrung für seine Fähigkeit, Wünsche zu erfüllen, und diese Fähigkeit besaß er nach dem Volksglauben, weil er sich der Hilfe der zoroastrischen Geistwesen (Daevas) bediente, die seit altarmenischer Zeit unter dem Kloster hausten.  Besonders Armen, Kranken und Behinderten sollte geholfen werden, auch unter den kurdischen und türkischen Muslimen. Die Kontinuität kommt des Weiteren im christlich-armenischen Verklärungsfest (Wardawar) zum Ausdruck, das einst der Göttin Astghik gewidmet war. Bei diesem und anderen kirchlichen Festen traten Musiker vor dem Kloster auf und priesen in Versen Surb Karapet, den „Wunscherfüller“. Ein Preisgedicht eines Pilgers aus dem 14. Jahrhundert blieb erhalten, das in späteren Jahrhunderten vielfach variiert wurde. Um das 18. Jahrhundert, als die Tradition der epischen Volkssänger (aschugh) fest etabliert war, scheint Surb Karapet der Schutzheilige der armenischen aschughs gewesen zu sein.
Mit dem Namen Çengili („Platz der Glocken“) für das Dorf an der Stelle des alten Aschtischat und des im Mittelalter mit weithin hörbarem Glockengeläut auf sich aufmerksam machenden Klosters behalten die heutigen Kurden die Geschichte im Gedächtnis.